# Reacción de Hammick
La reacción de Hammick  es una reacción orgánica que consiste la descarboxilación térmica de ácidos α-picolínicos para dar como productos 2-piridil-carbinoles, en presencia de compuestos carbonílicos. Esta reacción fue descrita por el químico inglés Dalziel Hammick (1887-1966).
Se ha demostrado que el rendimiento aumenta cuando se utiliza p-cimeno como disolvente.

## Mecanismo de reacción
Al calentar el ácido α-picolínico, éste se descarboxila espontáneamente para formar el zwitterion (2). En presencia de un electrófilo fuerte, como un aldehído protonado, el zwitterion reaccionará con el carbonilo más rápido que con un protón, formándose el carbinol deseado (4).